# Automavision
En filmningsteknik utvecklad av Lars von Trier för filmen "Direktören för det hela" (Direktøren for det hele). Istället för en kameraman används en dator för att bestämma när kameran skall zooma, tilta eller panorera. Tekniken är enligt Trier ett sätt för regissören att släppa sitt kontrollbehov.
Automavision, och även von Trier själv, parodierades flitigt i den medialt uppmärksammade svenska webbserien "Ruby" från 2017. I serien stjäl fiktiviserade versioner av regissören Ruben Östlund och producenten Erik Hemmendorff Lars von Triers hemliga artificiella intelligens Automavision, i ett hopp om att den ska kunna hjälpa dem bli kvitt sin idétorka.